# 75-й армійський корпус (Третій Рейх)
LXXV-й (75-й) армі́йський ко́рпус (нім. LXXV. Armeekorps) — армійський корпус Вермахту за часів Другої світової війни.

## Історія
LXXV-й армійський корпус був сформований 15 січня 1944 у Франкфурті-на-Майні  у IX-му військовому окрузі (нім. Wehrkreis IX) на основі виконавчого штабу 255-ї піхотної дивізії, як 75-те корпусне командування особливого призначення (нім. Generalkommando LXXV. Armee-Korps z.b.V.)

## Райони бойових дій
- Італія (січень 1944 — травень 1945).

## Командування

### Командири
- генерал від інфантерії Антон Достлер (нім. Anton Dostler) (15 січня — 2 липня 1944);
- генерал-лейтенант, з 9 листопада 1944 генерал гірсько-піхотних військ Ганс Шлеммер (нім. Hans Schlemmer) (2 липня 1944 — 8 травня 1945).

## Бойовий склад 75-го армійського корпусу
Формування управління, забезпечення та підтримки
- 107-ме артилерійське командування (Arko 107);
- 475-те управління корпусного постачання (Korps-Nachschubtruppen 475);
- 475-й корпусний батальйон зв'язку (Korps-Nachrichten-Abteilung 475).

- 42-га єгерська дивізія (42. Jäger-Division);
- 16-та танково-гренадерська дивізія СС «Рейхсфюрер СС» (16.SS-Panzergrenadier-Division "Reichsführer-SS");
- 135-та фортечна бригада (Festungs-Brigade 135).

- 42-га єгерська дивізія;
- 4-та італійська гірська дивізія «Монте-Роза» (4. (ital.) Gebirgs-Division "Monte Rosa").

- 90-та панцергренадерська дивізія (90. Panzergrenadier-Division);
- 148-ма резервна дивізія (148. Reserve-Division);
- 157-ма резервна дивізія (157. Reserve-Division).

- 5-та гірсько-піхотна дивізія (5. Gebirgs-Division);
- 157-ма гірсько-піхотна дивізія (157. Gebirgs-Division);
- 148-ма резервна дивізія;
- 34-та піхотна дивізія (34. Infanterie-Division).

- 5-та гірсько-піхотна дивізія;
- 157-ма гірсько-піхотна дивізія.

- 5-та гірсько-піхотна дивізія;
- 157-ма гірсько-піхотна дивізія;
- 34-та піхотна дивізія.

- 5-та гірсько-піхотна дивізія;
- 157-ма гірсько-піхотна дивізія;
- 34-та піхотна дивізія;
- 2-га італійська піхотна дивізія «Літторіо» (2. (ital.) Infanterie-Division "Littorio").

- 5-та гірсько-піхотна дивізія;
- 34-та піхотна дивізія;
- 2-га італійська піхотна дивізія «Літторіо».

- 5-та гірсько-піхотна дивізія;
- 34-та піхотна дивізія.

- 5-та гірсько-піхотна дивізія;
- 34-та піхотна дивізія;
- 2-га італійська піхотна дивізія «Літторіо».

- 5-та гірсько-піхотна дивізія;
- 34-та піхотна дивізія;
- 4-та італійська гірська дивізія «Монте-Роза»;
- 2-га італійська піхотна дивізія «Літторіо».